# 西大渕
西大渕（にしおおぶち）は、静岡県掛川市にある大字。

## 地理

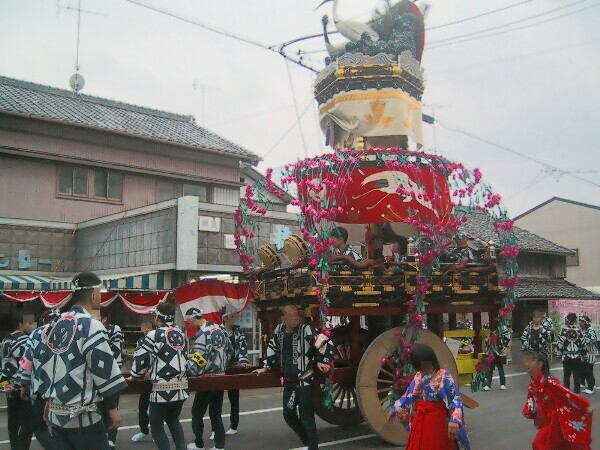
遠州横須賀三熊野神社大祭での東新町の山車

静岡県掛川市の南部に位置する。合併前の旧大須賀町においては中央部に位置していた。飛地が多く、南北に細長くばらばらに散らばった形状の大字であり、隣接する大字である横須賀などと複雑に入り組んでいる。
小笠山の山麓に位置しており、北はほとんどを山地となっているが、南には平地が広がっている。北は山林に覆われているが、南には田畑が広がり人家や商店も多い。
大字としての住所表記では「西大渕」と記されるが、集落としては「西大谷」、「横須賀東」、「横須賀中」、「横須賀西」、「西大渕」、「川原崎」、「今沢」が他の大字と複雑に入り組んだ状態で置かれている。

### 山岳
- 小笠山

### 河川
- 坊主淵川
- 小川
- 西大谷川
- 丸池川
- 下紙川
- 弁財天川

## 歴史

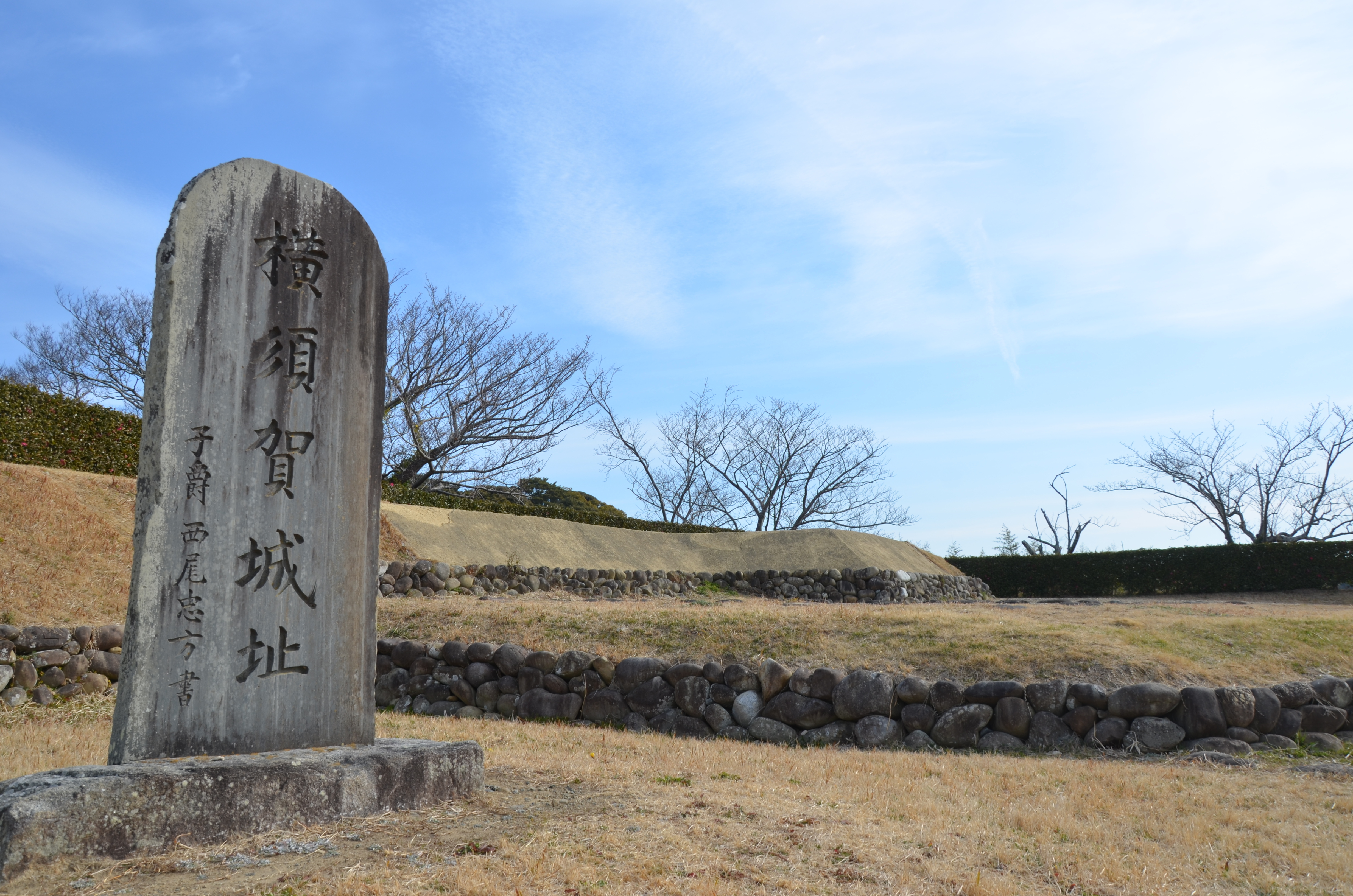
西尾忠方の書による『横須賀城址』の碑

西大渕と呼ばれている地は、もともとは自然村である遠江国城東郡西大淵村の一部であった。江戸時代に入り井上正利が横須賀藩の藩主になると、西大淵村の農家や寺院を立ち退かせたうえで、一番町、二番町、三番町を設けて侍町とした。さらに横須賀城下が整備されるに伴い町屋が増えてきたことから、西大淵村の村域はどんどん狭まっていった。
町村制の施行に伴い、西大淵村は横須賀町や沖之須村や山崎村の一部と合併することになり、大須賀村が発足した。その後の度重なる市町村合併を経て、1973年（昭和48年）4月よりこの地は大須賀町の一部となった。のちに大須賀町が掛川市、大東町と合併することになり、2005年（平成17年）4月よりこの地は掛川市の一部となった。区画整理に伴い、大字である西大渕の一部は横須賀の一部とともに分離独立することになり、2013年（平成25年）10月19日に大字として洋望台が設置された。

### 沿革
- 1871年 - 城東郡が静岡県に移管。
- 1871年 - 城東郡が浜松県に移管。
- 1876年 - 城東郡が静岡県に移管。

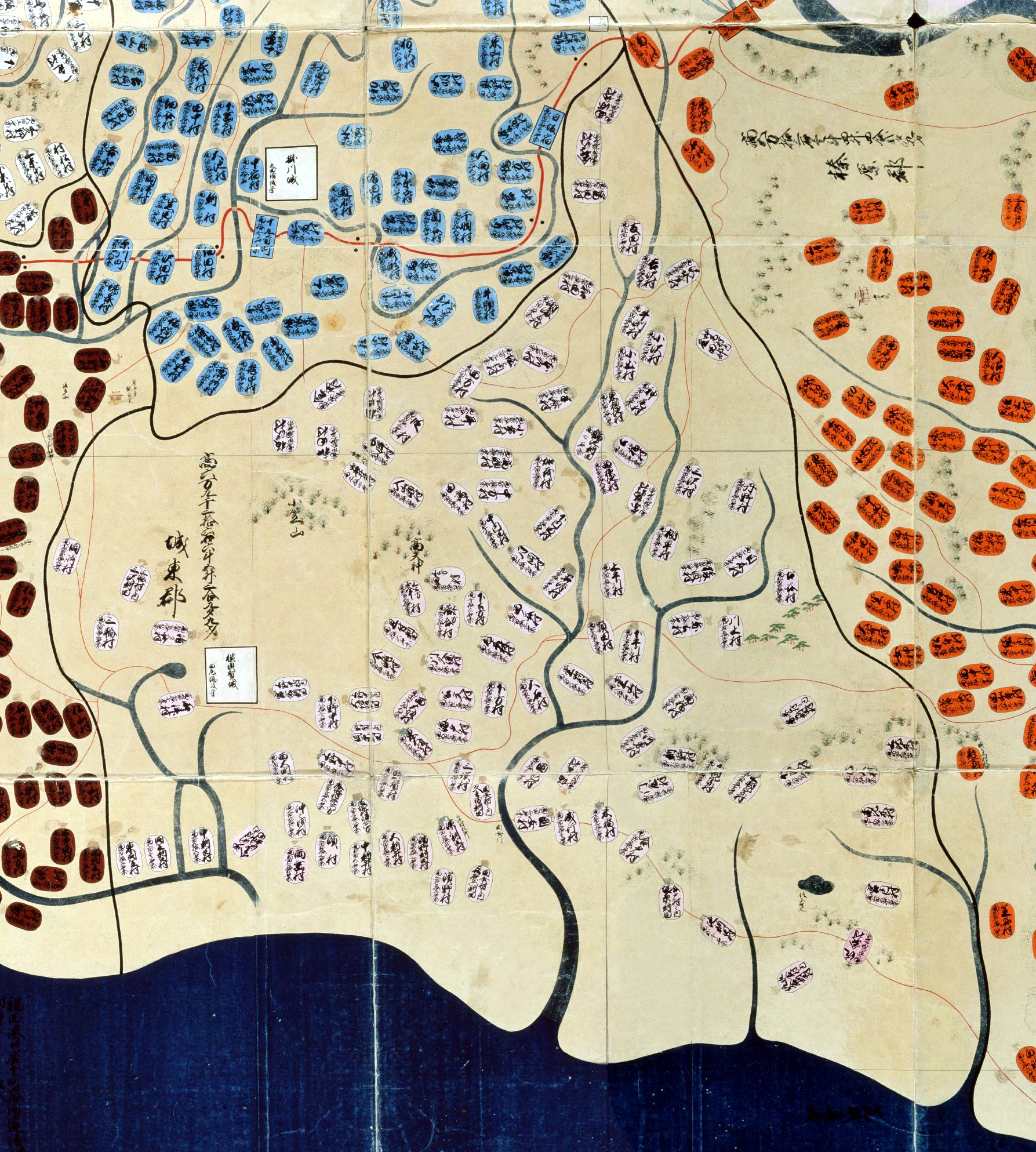
江戸時代に描かれた「遠江國」（『天保國繪圖』天保9年）。城東郡の村は薄桃色で示されており「西大渕村」がみえる

- 1889年 - 静岡県城東郡横須賀町、西大淵村、沖之須村、山崎村の一部が合併して大須賀村を設置。
- 1896年 - 静岡県佐野郡、城東郡が合併して小笠郡を設置。
- 1914年 - 静岡県小笠郡大須賀村が町制施行して横須賀町を設置。
- 1956年 - 静岡県小笠郡横須賀町、大淵村が合併して大須賀町を設置。
- 2005年 - 静岡県掛川市、小笠郡大東町、大須賀町が合併して掛川市を設置。
- 2013年 - 静岡県掛川市の大字として洋望台を設置[4]。

## 世帯数と人口
2024年（令和6年）11月末日現在の世帯数と人口は以下の通りである。
| 大字   | 世帯数   | 人口   |
| ------ | -------- | ------ |
| 西大渕 | 1196世帯 | 2741人 |

## 事業所
2021年（令和3年）現在の事業所数と従業員数は以下の通りである。
| 大字   | 事業所数  | 従業員数 |
| ------ | --------- | -------- |
| 西大渕 | 129事業所 | 1363人   |

## 交通

### 道路
- 国道150号
- 静岡県道41号袋井大須賀線
- 静岡県道69号相良大須賀線
- 静岡県道409号大須賀掛川停車場線

## 施設

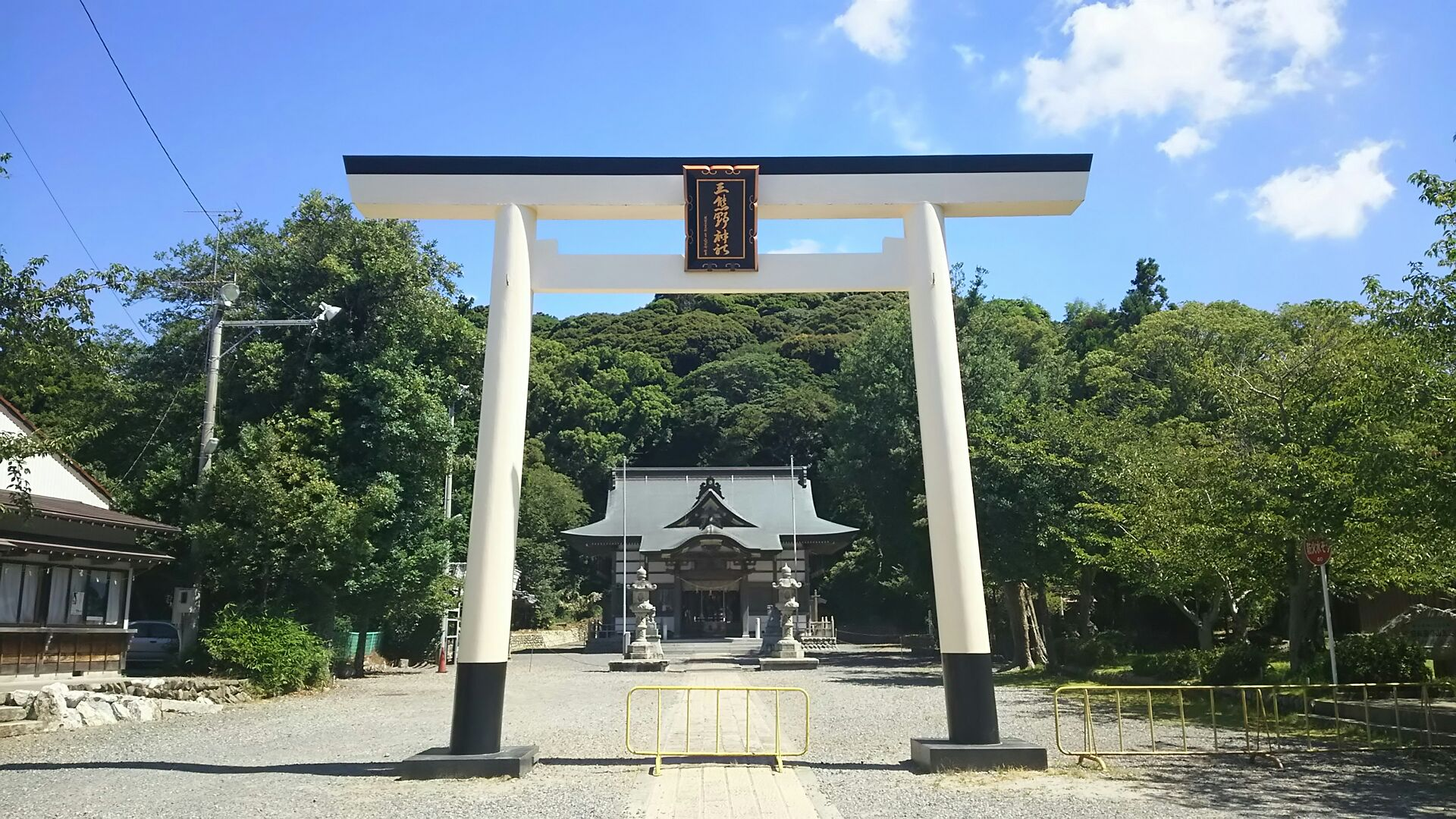
三熊野神社

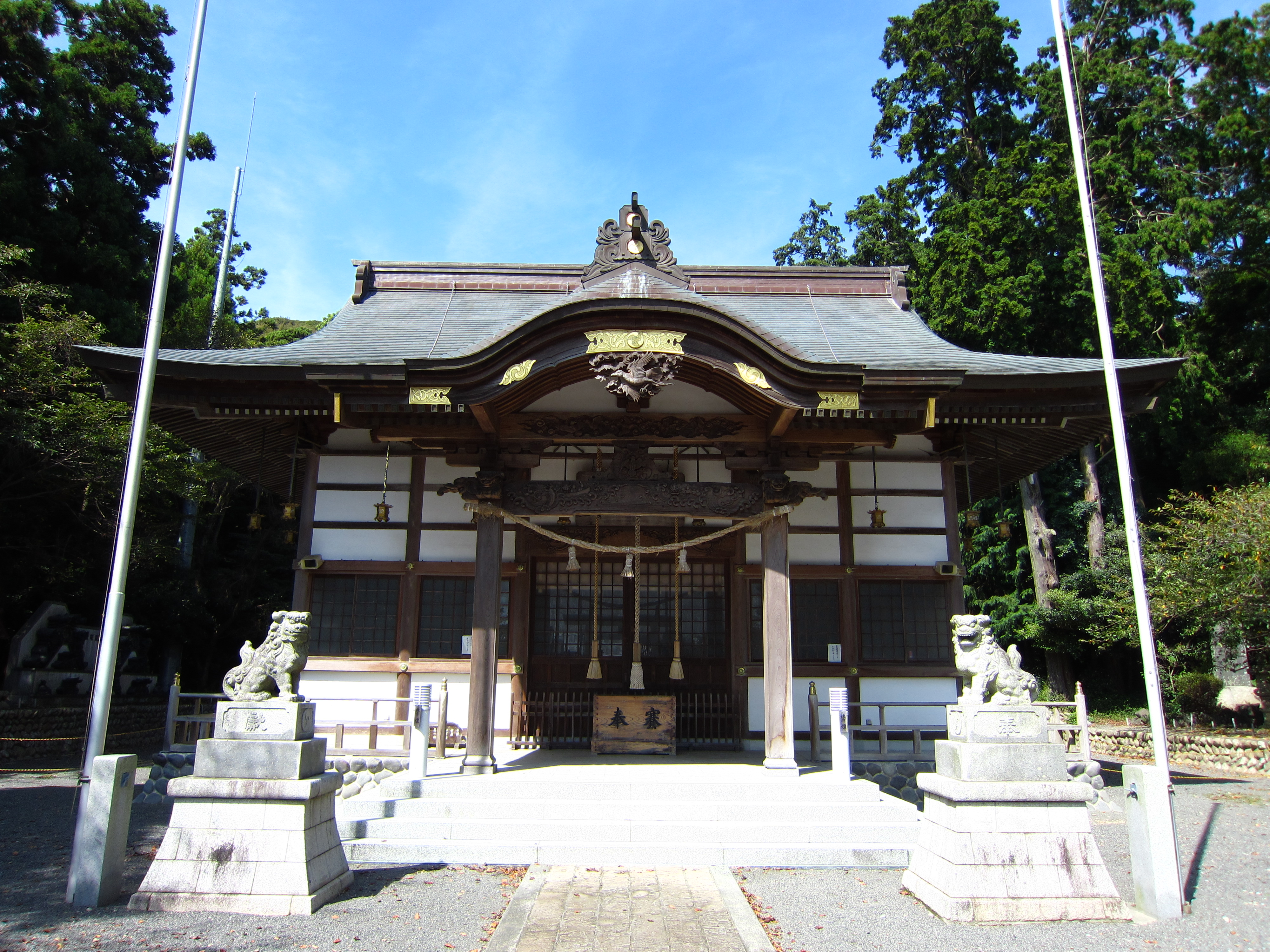
三熊野神社の拝殿

清水邸庭園

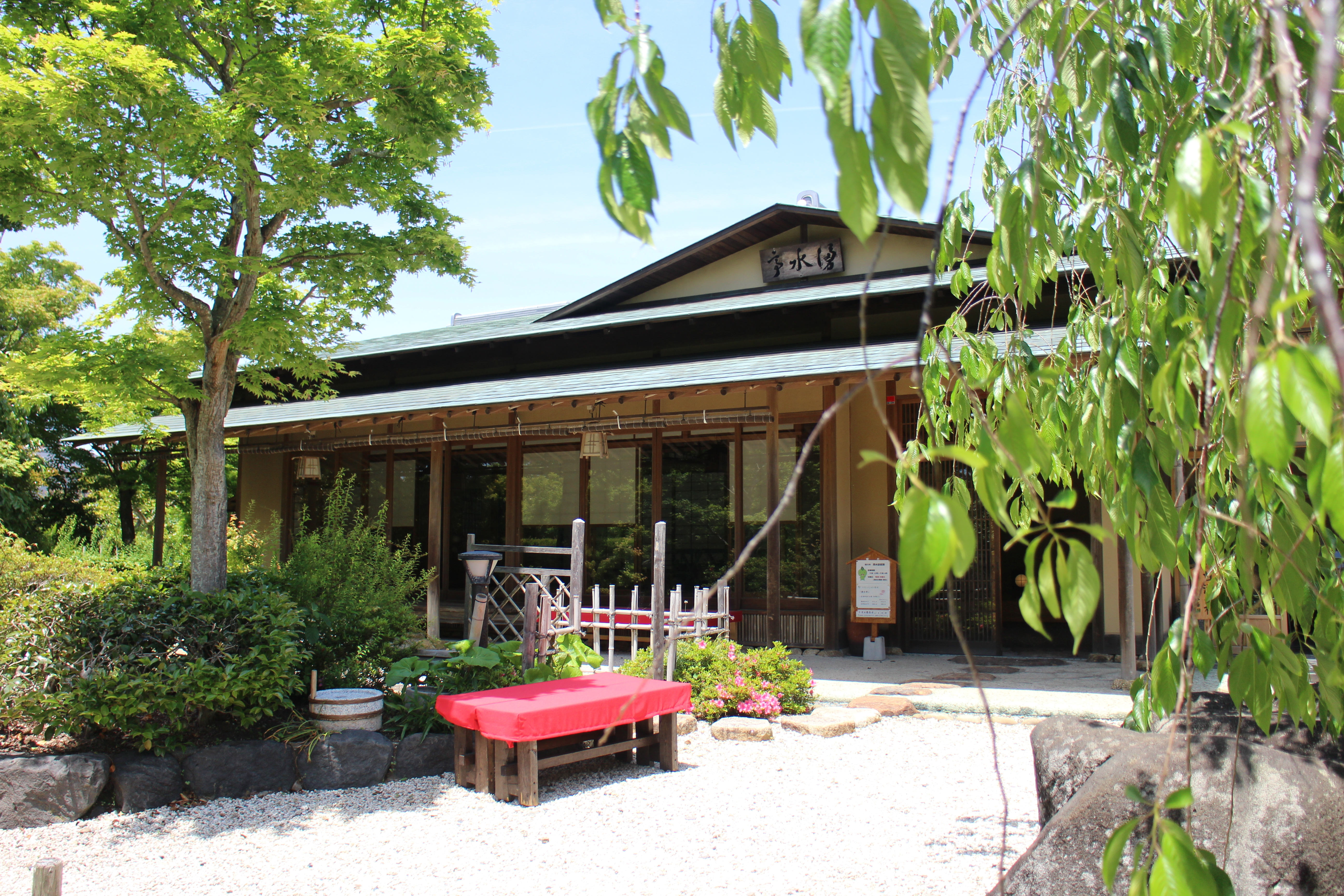
湧水亭

- 掛川市役所大須賀支所[6]
- 大須賀中央公民館[7]
- 汐見ヶ丘公民館[8]
- 柏平公民館
- 新屋町公民館[9]
- 南番町公民館
- 沢上町公民館[10]
- 東新町公民館
- 西田町公民館[11]
- 今沢公民館[12]
- 川原町公会堂[13]
- 西大谷公会堂[14]
- 西本町公会堂[15]
- 西大渕公会堂
- 川原崎公会堂[16]
- 横須賀城跡集会所
- ビレッジハウス大須賀集会所[17]
- 大須賀交番[18]
- 掛川市消防団大須賀第一分団[19]
- 掛川市消防団大須賀第三分団[19]
- 大須賀運動場[20]
- 清水邸庭園[21]
- 横須賀城跡公園[22]
- 柏平汐見ヶ丘公園[23]
- 河原町ポケットパーク[24]
- 三熊野神社[25]
- 古楠神社[26]
- 水門神社[27]
- 愛宕神社[28]
- 八所神社
- 普門寺[29]
- 窓泉寺[30]
- 本源寺[31]

## 史跡

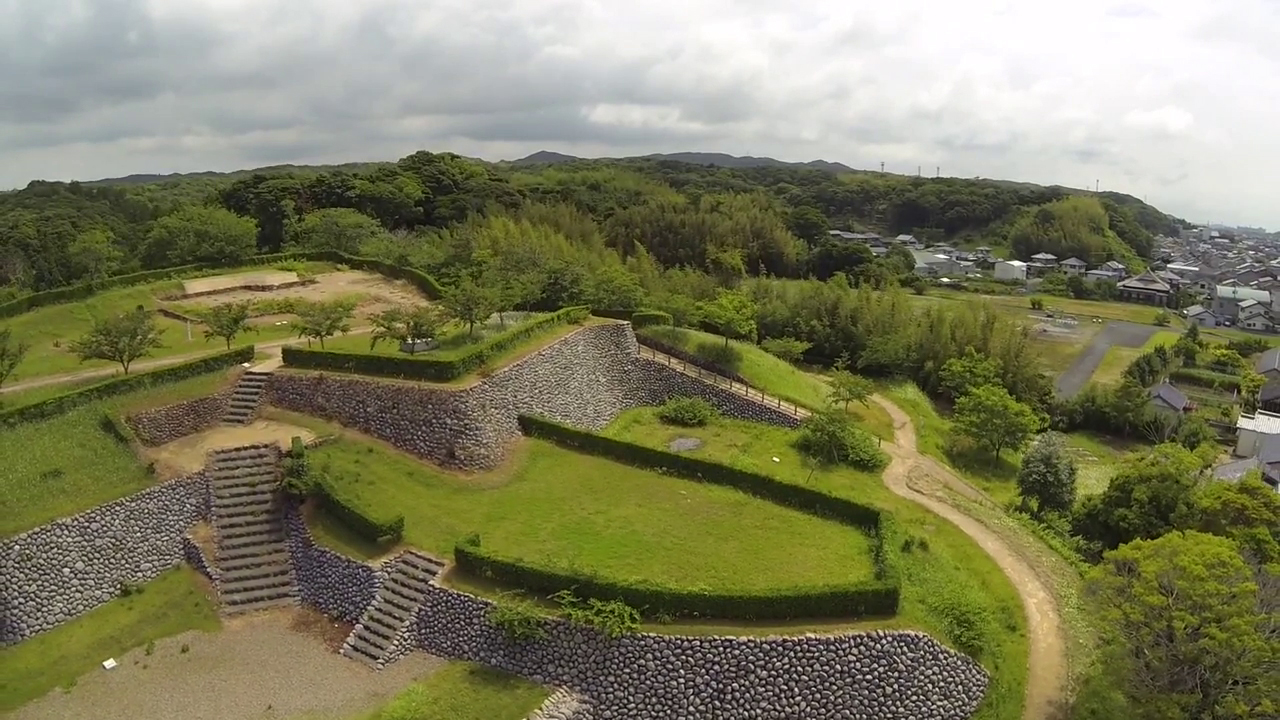
横須賀城の全景

- 横須賀城[22]
- 横須賀町番所

## その他

### 郵便
- 郵便番号：437-1304[2]（集配局：大須賀郵便局）

### 警察
警察の管轄区域は以下の通りである。
| 番地 | 警察署     | 交番・駐在所 |
| ---- | ---------- | ------------ |
| 全域 | 掛川警察署 | 大須賀交番   |

## ギャラリー

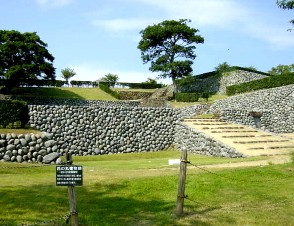
横須賀城の玉石積み
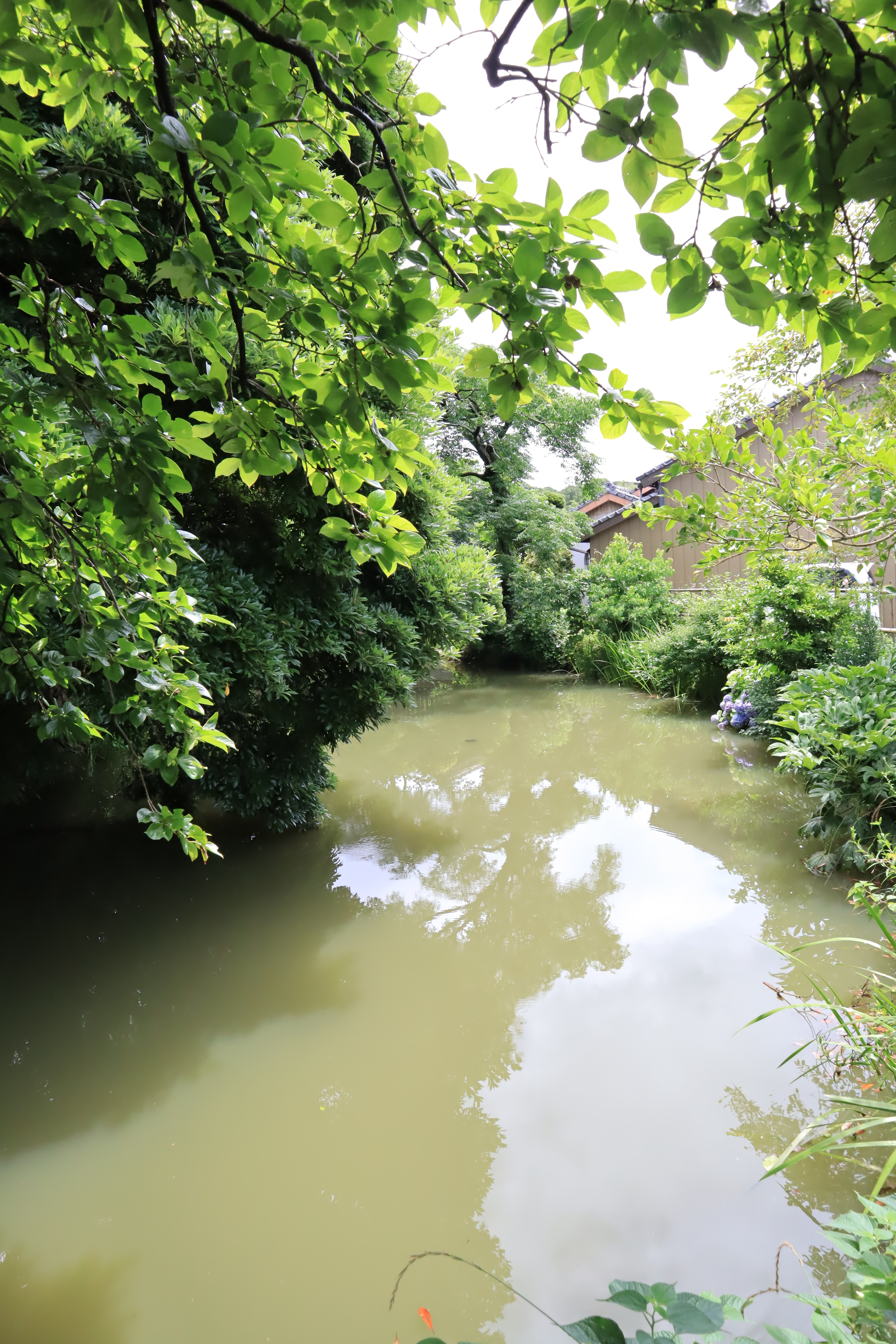
横須賀城の三日月池
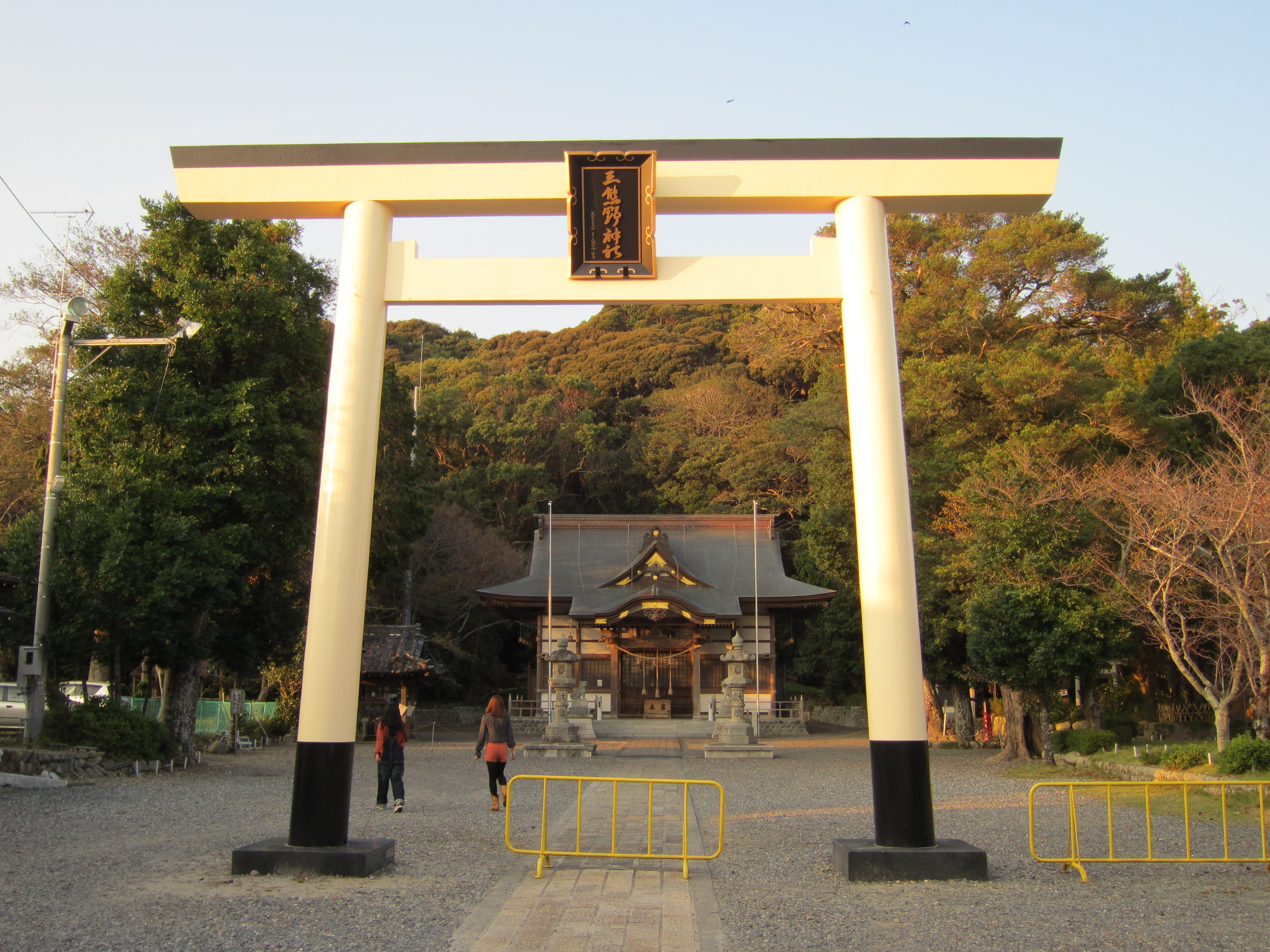
三熊野神社の鳥居
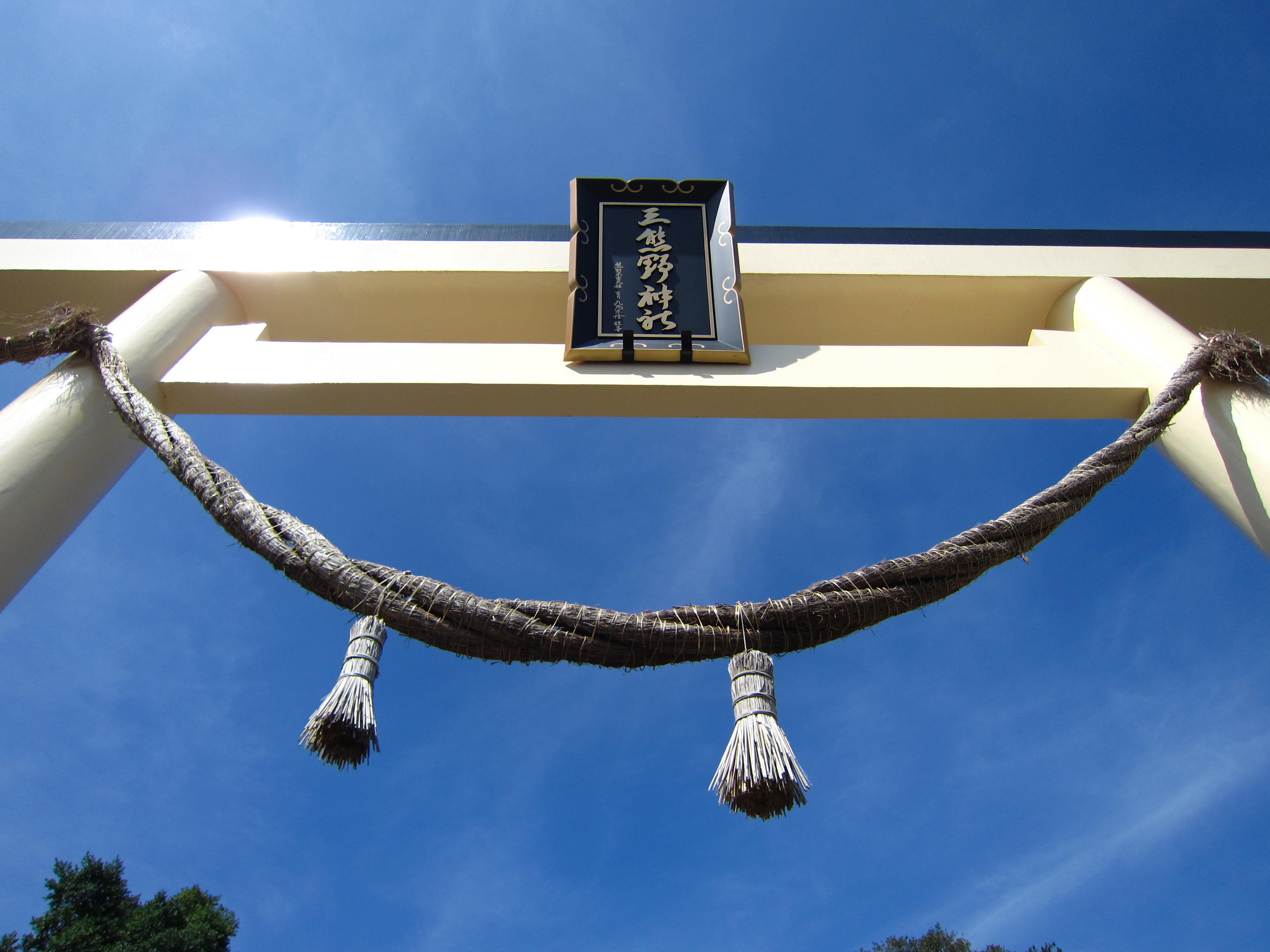
三熊野神社の鳥居
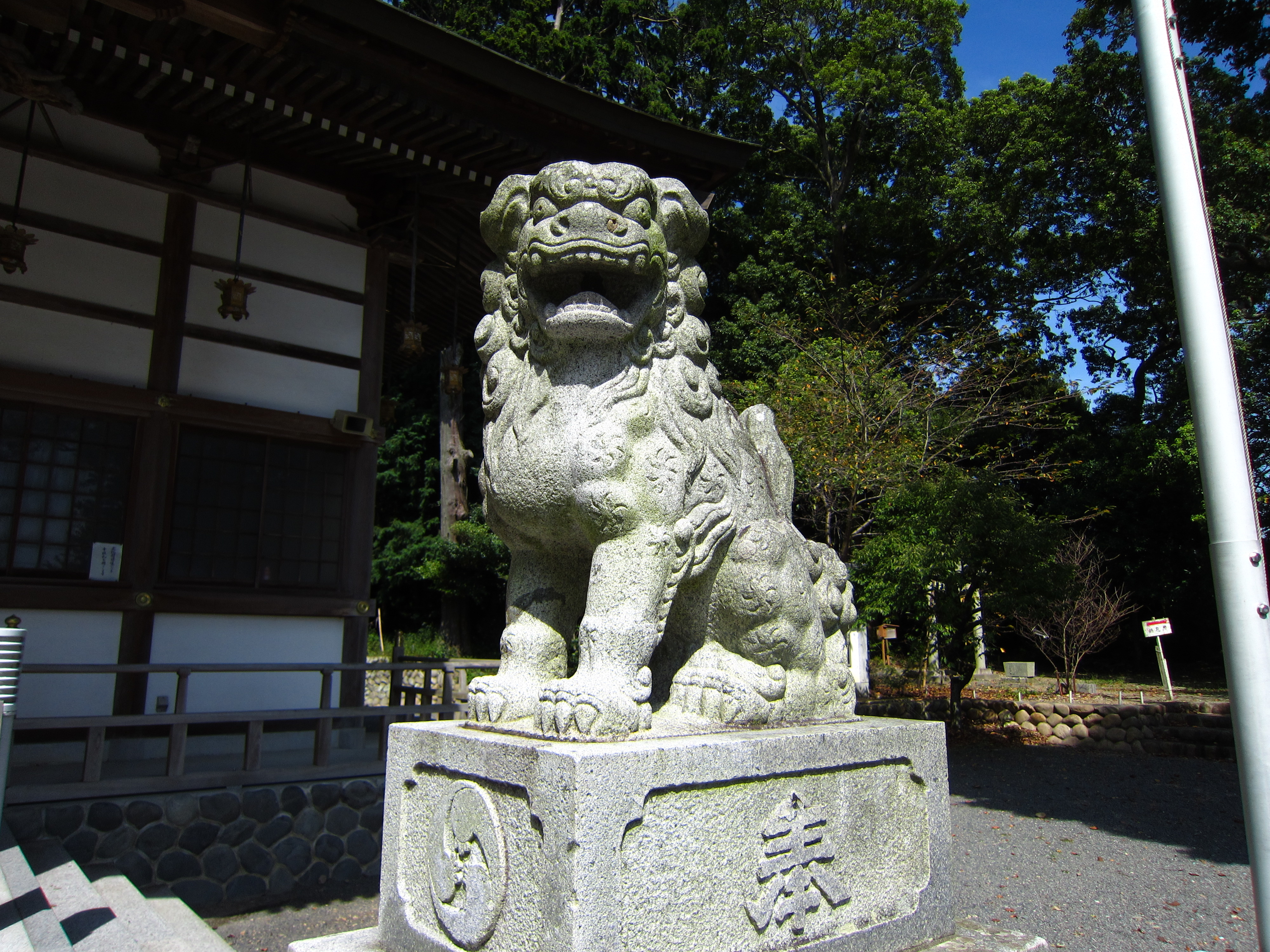
三熊野神社の狛犬
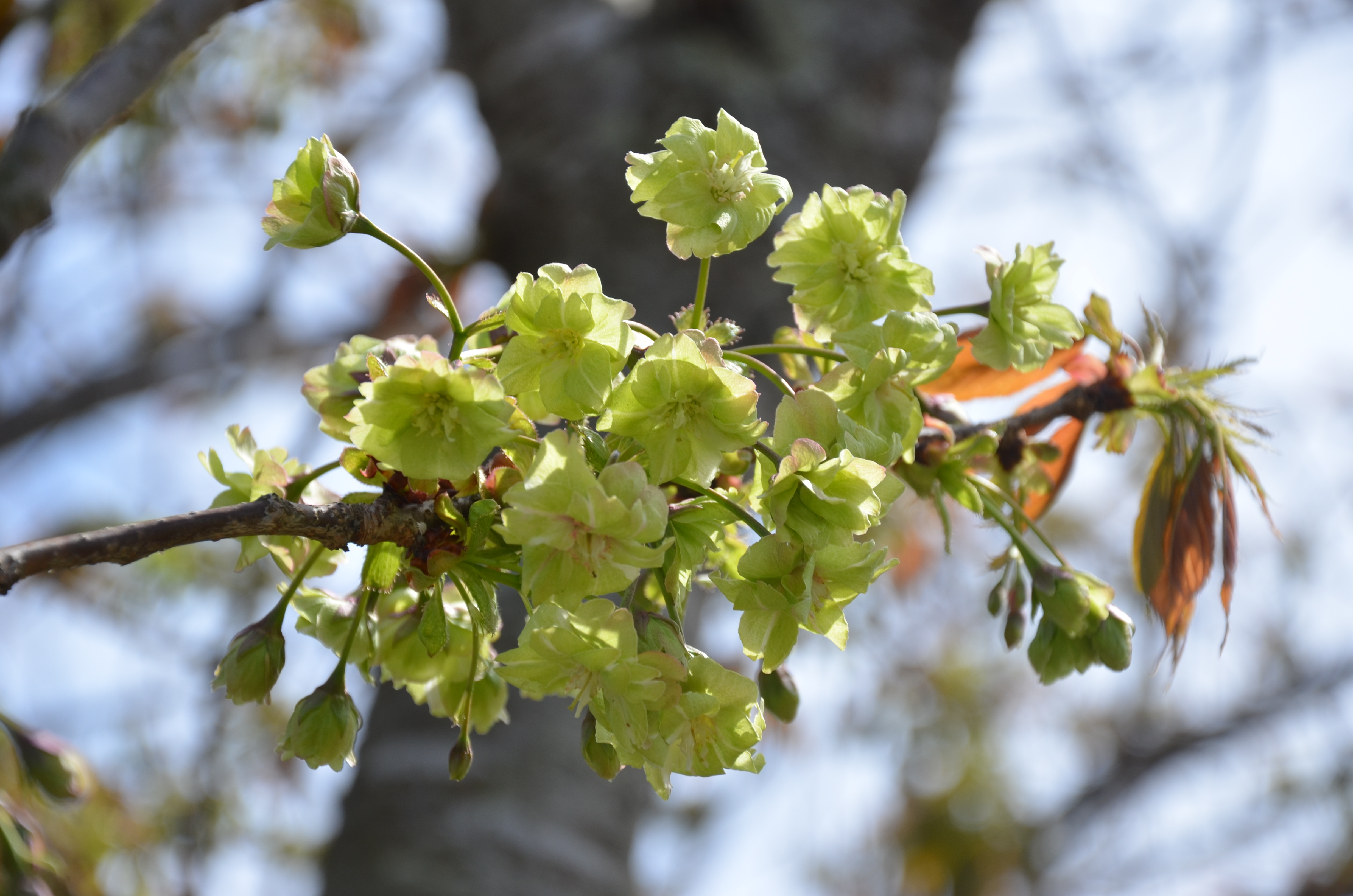
古楠神社のギョイコウ
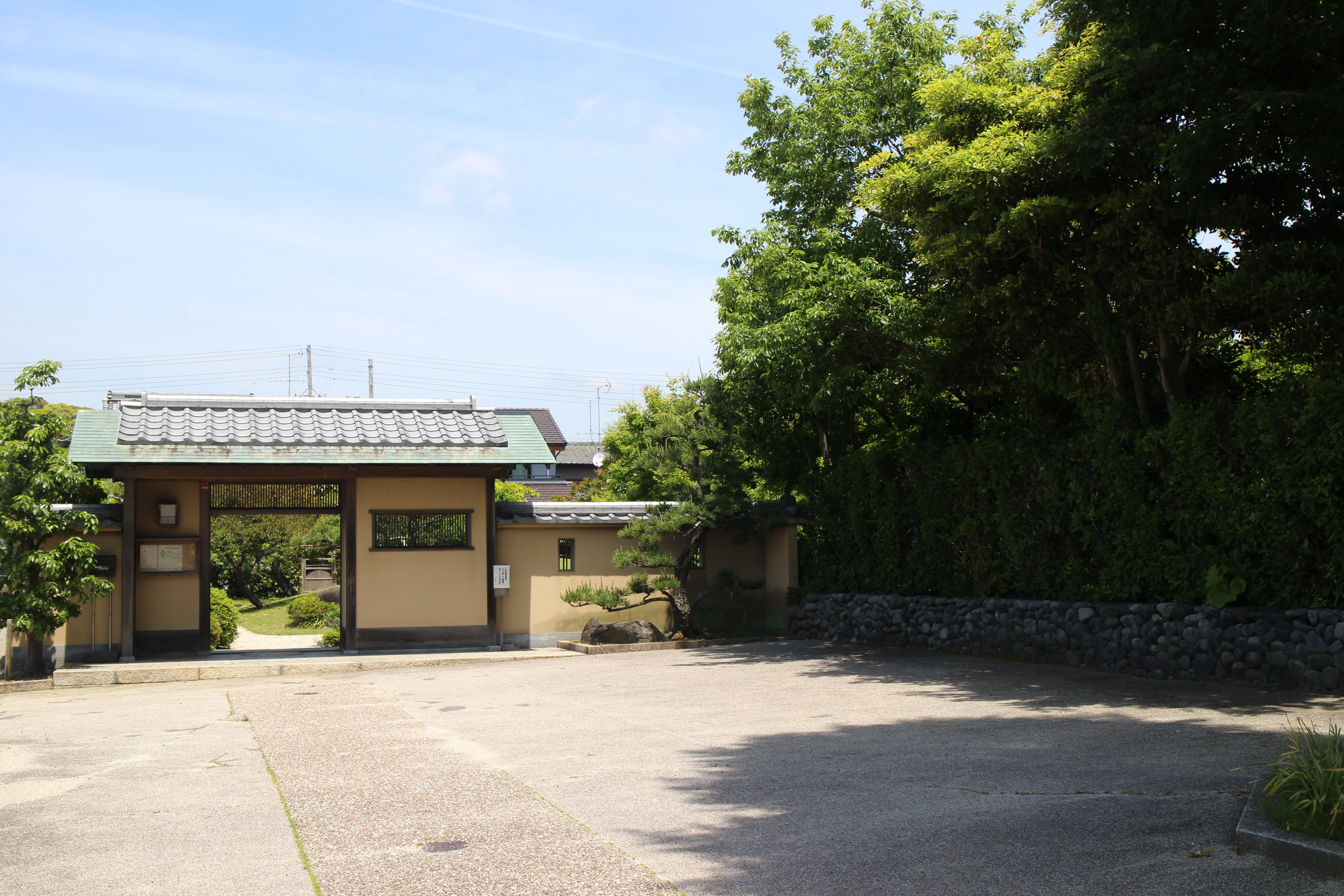
清水邸表門
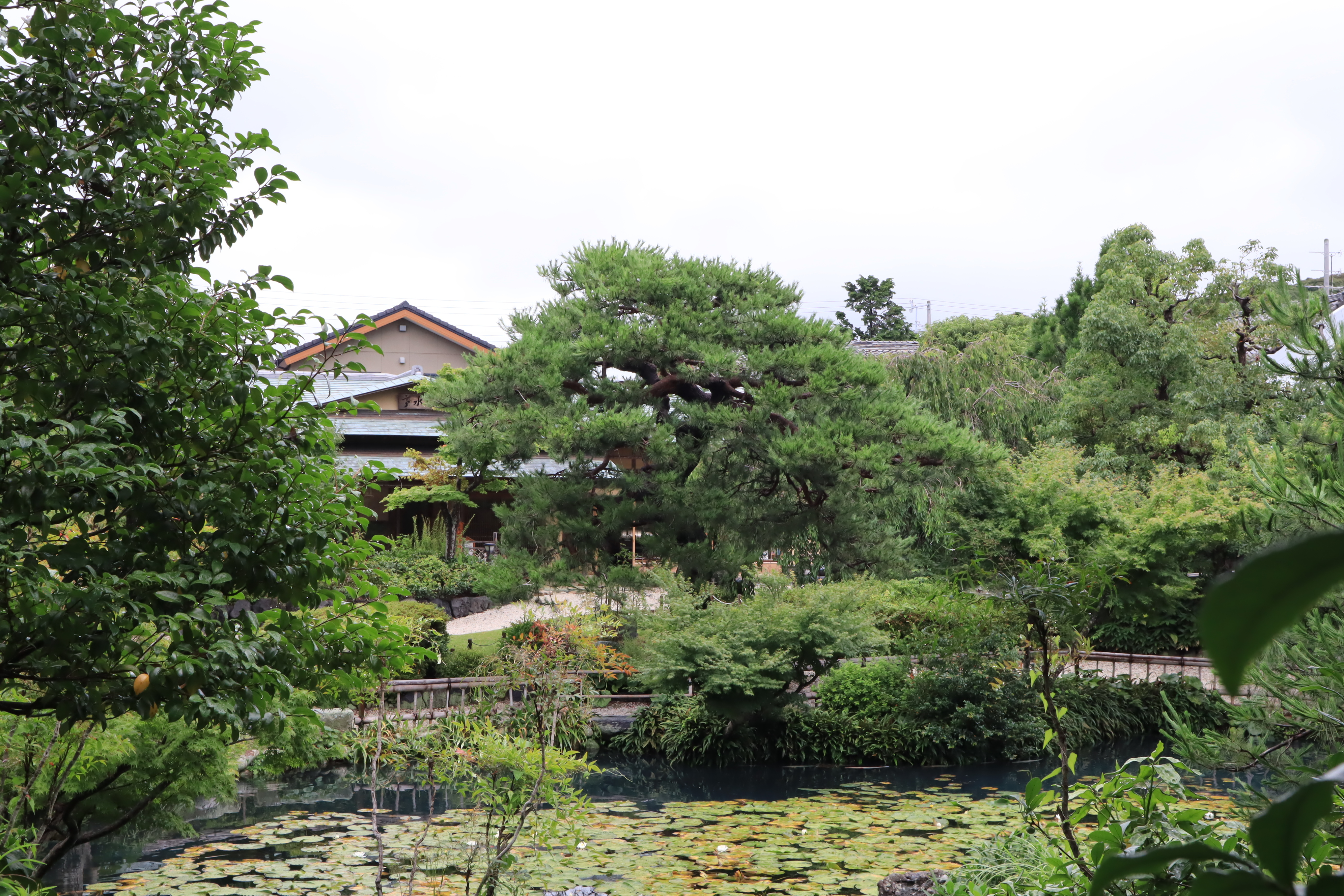
清水邸庭園

### 註釈
1. ↑  静岡県掛川市の大字としては「西大渕」[2]と表記されるが、遠江国城東郡の自然村としては「西大淵村」[3]と表記されることが多い。